# Searcy
Searcy és una població dels Estats Units a l'estat d'Arkansas. Segons el cens del 2000 tenia 18.928 habitants.

## Demografia
Segons el cens del 2000, Searcy tenia 18.928 habitants, 6.822 habitatges, i 4.495 famílies. La densitat de població era de 497,2 habitants/km².
Dels 6.822 habitatges en un 28,5% hi vivien nens de menys de 18 anys, en un 51,8% hi vivien parelles casades, en un 10,8% dones solteres, i en un 34,1% no eren unitats familiars. En el 29,5% dels habitatges hi vivien persones soles el 13,1% de les quals corresponia a persones de 65 anys o més que vivien soles. El nombre mitjà de persones vivint en cada habitatge era de 2,32 i el nombre mitjà de persones que vivien en cada família era de 2,86.
Per edats la població es repartia de la següent manera: un 19,7% tenia menys de 18 anys, un 23,4% entre 18 i 24, un 23,3% entre 25 i 44, un 17,8% de 45 a 60 i un 15,9% 65 anys o més.
L'edat mediana era de 30 anys. Per cada 100 dones de 18 o més anys hi havia 87,4 homes.
La renda mediana per habitatge era de 32.321 $ i la renda mediana per família de 41.334 $. Els homes tenien una renda mediana de 32.445 $ mentre que les dones 21.142 $. La renda per capita de la població era de 16.553 $. Entorn de l'11,7% de les famílies i el 15% de la població estaven per davall del llindar de pobresa.

## Fills i filles il·lustres de la ciutat
- Beth Ditto (1981-), cantant

## Poblacions més properes
El següent diagrama mostra les poblacions més properes.